# Caleta Olivia
Caleta Olivia ist eine Stadt im Süden Argentiniens, im äußersten Norden der Provinz Santa Cruz. Die Stadt liegt an einer Bucht des Golfo San Jorge an der Atlantikküste Patagoniens und hat heute etwa 37.000 Einwohner. Damit ist sie die zweitgrößte Stadt der Provinz und die bevölkerungsreichste des Departamento Deseado. Durch ihre Lage nahe der Grenze zur Provinz Chubut (50 km) ist sie praktisch das Tor zur Provinz Santa Cruz.

## Bevölkerung
Die wichtigsten internen Migrationsströme erreichten Caleta Olivia aus den Provinzen Catamarca, La Rioja und Salta. 1973 ergab eine Zählung, dass 70 Prozent der Bevölkerung Nachkommen von Catamarqueños waren. Die Migration aus dem Nordwesten des Landes begann in den 1950er-Jahren, 25 Jahre bevor sich die ersten Migranten aus dem Norden in Comodoro Rivadavia niederließen. Die Gründe für die Migration lagen in der Entdeckung eines Erdölfeldes, das Arbeitsplätze versprach, die in ihrer Heimat im Nordwesten des Landes nicht vorhanden waren.
Vieles aus der Kultur des Nordwestens wurde von den Neubürgern Patagoniens bewahrt, wie die Pflege eines Hausgartens für den Eigenbedarf, die Verehrung der Virgen del Valle und der musikalischen Folklore des Nordwestens.
Die wichtigsten externen Migrantenströme kamen aus Spanien und Italien. Obwohl sie nicht die zahlenmäßige Stärke der Migration aus dem Nordwesten erreichten, erreichten sie einen signifikanten Einfluss durch ihre sozialen und kommerziellen Aktivitäten.

## Geschichte
Caleta Olivia wurde am 20. November 1901 durch den Kapitän des Dampfschiffes Guardia Nacional, Guttero, gegründet. Er entdeckte eine kleine Bucht, die er nach seiner Gattin Oliva benannte. Dies geschah zur Zeit des Baus der Telegraphenlinie nach Comodoro Rivadavia. Guttero war im Schiffstransport von Masten und Kabel beschäftigt.
Caleta Olivia entwickelte sich nur sehr langsam. 1947 hatte der kleine Ort, nach dem damaligen Zensus, 161 Einwohner. Von 1947 bis 1991 stieg die Einwohnerzahl auf 27.896.

## Wirtschaft
Dominierender Wirtschaftszweig in Caleta Olivia ist die Erdölförderung, die 1944 durch die Entdeckung eines ertragreichen Erdölfeldes einsetzte und der Stadt einen rasanten Bevölkerungszuwachs Ende des 20. Jahrhunderts bescherte. Viele Zuwanderer aus den Nordprovinzen Argentiniens sowie aus Chile veränderten so das kulturelle Bild der vorher europäisch geprägten Stadt.

## Sehenswertes
- El Gorosito. Das riesige Denkmal El Gorosito stellt einen den Ölhahn aufdrehenden Arbeiter dar und zeugt damit von der Bedeutung dieses Wirtschaftszweiges für die Stadt. Sein gen Norden gerichteter Blick mahnt den Rest des Landes an den Beitrag Patagoniens zum Wohlergehen Argentiniens durch seine Ölquellen. Das Denkmal wurde nach 1958 von dem Bildhauer Pablo Daniel Sánchez und vom Topographen José Cifuentes ausgeführt.
- Museo del Hombre y su entorno. Das Museum zeigt den Lebenskontext der indianischen Ureinwohner und der nachfolgenden Kolonisatoren. Die Sammlung zeigt Pfeile und Bögen, Messer, eine Nachbildung einer alten Wohnung mit ihren Einrichtungsgegenständen und Fotos der ersten Kolonisatoren in Caleta Olivia; außerdem eine Sammlung von Tagebüchern seit 1982.
- Mirador de la Ciudad (2 km nordöstlich vom Stadtzentrum entfernt). Aussichtspunkt mit Panoramablick über die Stadt bis hin zu Comodoro Rivadavia.
- La Lobería (ca. 35 km nördlich der Stadt an der Ruta Nacional 3). Seehundschlachthof aus den 1930er-Jahren, in dem Seehunde und Wale ausgeweidet wurden, um an deren Tran heranzukommen.